# الحركة التقدمية الكويتية
الحركة التقدمية الكويتية هو حزب سياسي كويتي استأنف عمله في عام 2010، ويعد امتدادًا لحزب اتحاد الشعب في الكويت الذي تأسس عام 1975. الحركة التقدمیة الكویتیة ھي الحزب الاشتراكي الكویتي الذي یمثل الطلیعة التقدمیة المنظمة المعبرّة عن مصالح الطبقة العاملة والفئات الشعبیة، حیث تأسست كضرورة استلزمتها متطلبات النضال الوطني الدیمقراطي والاجتماعي لشعبنا، والتطور التاریخي لكل من الحركة الوطنیة والدیمقراطیة والتقدمیة والحركة العمالیة في الكویت.

## التأسيس
تأسس حزب اتحاد الشعب في الكويت (الحركة التقدمية الكويتية حاليًا) في الرابع عشر من مارس آذار عام 1975 ، حيث بادر مجموعة من النقابيين العماليين والمثقفين الماركسيين لعقد لقاء في منطقة الفحيحيل بهدف تأسيس حزب للطبقة العاملة الكويتية، وتم الاتفاق على اسم (حزب اتحاد الشعب في الكويت) في تاريخ (14 مارس 1975) حيث اعتبر هذا اليوم يومًا لانطلاق الحزب.

### أسباب التأسيس
كان هناك العديد من العوامل التي ساهمت بالدفع لتأسيس هذا الحزب وأهمها:
- تشكّل الطبقة العاملة في الكويت وتناميها:

لئن كان تشكّل الطبقة العاملة في الكويت قد بدأ النصف الثاني من أربعينيات القرن العشرين بعد اكتشاف النفط وبدء عملية إنتاجه وتصديريه وتأسيس مرافق الصناعة النفطية وما تبع ذلك من اضمحلال الاقتصاد ما قبل الرأسمالي ومناشطه التقليدية (الغوص على اللؤلؤ، الملاحة) وتلاشي علاقات الإنتاج الاجتماعية القديمة ذات الطبيعة شبه الإقطاعية، حيث تسارع التحوّل إلى علاقات إنتاج رأسمالية في إطار التبعية للنظام الرأسمالي العالمي، فإنّ فترة النصف الثاني من الأربعينيات قد شهدت بداية تشكّل الوعي الطبقي الجنيني للطبقة العاملة وتحديداً الوعي النقابي العفوي عبر سلسلة الإضرابات العمالية التي شهدتها نهاية الأربعينيات وبداية الخمسينيات من القرن العشرين، ومحاولة تشكيل تكوينات نقابية عمالية، ويلاحظ أنه في فترة مبكرة فقد بدأت تتشكل بعض المجموعات اليسارية، وأبرزها «العصبة الديمقراطية الكويتية» في العام 1954، التي قمعت بشدة وجرت تصفية وجودها في 1959.
وضمن التطور الرأسمالي التابع والريعي والطفيلي، الذي انعكس على البنية الاقتصادية والتركيبة الاجتماعية الطبقية، تشكّلت الطبقة العاملة في الكويت، وبينها أقسام واسعة من الوافدين غير المواطنين، الذي تم تهميشهم بحكم واقعهم وتعرضوا ولا يزالون إلى أبشع أنواع الاستغلال الطبقي، ونمت واتسع حجمها وتبلور وجودها كطبقة اجتماعية، حيث نأخذ بعين الاعتبار أنّ قسماً كبيراً من المواطنين الكويتيين هم من العاملين بأجر ممن لا يمتلكون وسائل الانتاج، الذين يشكلون جزءاً مهماً من الطبقة العاملة بمعناها الواسع الذي يشمل جميع العاملين بأجر، مع ملاحظة الفوارق النوعية في طبيعة العمل والتكوين والوعي الطبقي بين العاملين منهم في الصناعة وخصوصاً الصناعة النفطية وتقطير المياه وتوليد الطاقة الكهربائية من المرتبطين بوسائل الإنتاج الصناعية الحديثة قياساً بأولئك العاملين الإداريين في القطاع الحكومي، وكذلك التمايز في الوعي الطبقي بين هؤلاء وبين أمثالهم من موظفي القطاع الخاص.
وتشير الإحصاءات الرسمية التي تعود إلى العام 1975 إلى أنّ قوة العمل في الكويت التي كانت تضم 300 ألف عامل يوجد بينهم 90 ألفاً من الكويتيين، فيما كان الفلسطينيون يشكلون 47 ألفاً، وكان هؤلاء مندمجين أكثر من أي جالية أخرى مقيمة في الكويت بالحياة العامة الاجتماعية والسياسية، ويليهم في العدد العمال من الجنسيات الأخرى.  
كما شهدت أواسط السبعينيات من القرن العشرين تزايداً ملحوظاً في أعداد العمالة الكويتية في الشركات النفطية بعد اتفاقية المشاركة وكذلك بعد الامتلاك الوطني لشركات النفط الأجنبية الذي بدأ في العام 1975.
- تطور الحركة الوطنية والديمقراطية والتقدمية وانحسار الدور القيادي للبرجوازية فيها، وأزمة اليسار المتطرف:

- حالة الانفراج النسبي وتحرير الثروة النفطية وبروز القضية الاجتماعية:

على المستوى السياسي الكويتي شهد النصف الأول من السبعينيات حالة انفراج ديمقراطي نسبية وفّرت بيئة مناسبة للعمل السياسي، وكذلك شهدت تلك الفترة انطلاق معركة تحرير الثروة النفطية من السيطرة الأجنبية، التي تكللت بملكية الدولة لشركات النفط الأجنبية، وأدى هذان التطوران الانفراج السياسي وتحرير الثروة النفطية اللذان كانا يشكّلان أهم محورين للصراع السياسي الوطني الديمقراطي في الكويت إلى انتقال مركز الثقل نحو محور القضية الاجتماعية وعناوينه العامة المتمثلة في التوزيع العادل للثروة وتحسين مستوى المعيشة وتكافؤ الفرص والعدالة الاجتماعية، ما أسهم في الدفع موضوعياً باتجاه تشكّل حزب سياسي للطبقة العاملة والفئات الشعبية يدافع عن مصالحها ويرفع لواء القضية الاجتماعية.
- تأثير انتشار الأفكار الاشتراكية في العالم والمنطقة العربية:

تميّز النصف الأول من عقد السبعينيات من القرن العشرين بانتشار واسع للأفكار الاشتراكية في مختلف أنحاء العالم، وذلك تحت تأثيرات عوامل عدة من بينها تنامي وزن الاتحاد السوفياتي، وانتصار الشعب الفيتنامي بقيادة الحزب الشيوعي الفيتنامي على العدوان الأميركي، الانتصار الذي حققه اليسار التشيلي عام 1970 بفوز سلفادور إليندي في انتخابات الرئاسة، ثم الانقلاب الفاشي عليه، وسقوط النظامين الديكتاتوريين اليمينيين في اليونان والبرتغال في العام 1974 وبروز دور الأحزاب الشيوعية فيهما، وانتصار الثورة الأنغولية بقيادة الحركة الشعبية لتحرير أنغولا - حزب العمال، والثورة الأثيوبية ذات التوجه اليساري التي أسقطت الإمبراطور هيلاسي لاسي في العام 1974.
وفي منطقتنا العربية شهد النصف الأول من السبعينيات قيادة يسار الجبهة القومية لجمهورية اليمن الديمقراطية الشعبية وانطلاق عملية توحيد قوى اليسار اليمني في إطار الجبهة القومية - التنظيم السياسي الموحد، الذي تحوّل لاحقاً إلى الحزب الاشتراكي اليمني... كما تنامى بشكل ملحوظ الحزب الشيوعي العراقي وأصبح علنياً لأول مرة منذ تأسيسه، وخاض تجربة الجبهة مع حزب البعث بكل تناقضاتها، وحققت جبهة التحرير الوطني - البحرين انتصاراً باهراً في انتخابات المجلس الوطني التي جرت في العام 1973 وأدت إلى فوز ثمانية نواب من أعضاء «كتلة الشعب» التي تقودها الجبهة، واستأنف الحزب الشيوعي المصري وجوده المستقل بعد تصفيته في العام 1965.
وهذه عوامل ساعدت على زيادة جذب الأفكار الاشتراكية في العالم الرأسمالي وما يسمى دول العالم الثالث.

## شعارات ورموز الحركة
اعتمد الحزب منذ تأسيسه وحتى عام 2018 شعارًا يحتوي على حمامة ويتكون جناحاها من مفك آله وسن ريشة قلم وكان يقصد من هذه الرموز:
- الحمامة: السلام العالمي والتطلع إلى الأمام.
- المفك: يوضع الانحياز الطبقي للحزب كونه حزب الطبقة العاملة.
- ريشة القلم: ترمز للفكر العلمي للحزب.

وفي بداية عام 2018 تبنت الحركة التقدمية الكويتية مؤقتًا رمز التيار التقدمي الكويتي والذي كان يحتوي قبضة يسارية والتي كانت ترمز إلى التضامن والحدة والتحدي، وهي رمز يساري عالمي معروف.
وأخيرًا في مارس 2020 وفي الذكرى العاشرة لانطلاق الحركة التقدمية الكويتية والذكرى الخامسة والأربعين لتأسيس الحزب أطلقت الحركة شعارها والذي تم تصميمه تيمنًا بالشعار الأول للحزب، حيث تتكون قاعدة الشعار من نصف ترس آله إشارة إلى الطبقة العاملة، وفي داخله حمامة ترمز في آن واحد إلى السلام العالمي والتطلع إلى الأمام، فيما تحمل الحمامة سن ريشة قلم ترمز إلى الفكر العلمي الذي تتبناه الحركة.

## المبادئ والأهداف
1. تنطلق الحركة التقدمية الكويتية من المصالح الوطنية العميقة، التي تتمثل في توطيد الاستقلال الوطني للكويت وحماية أراضيها والذود عن سيادتها الوطنية، والحفاظ على وحدة الشعب الكويتي ومكتسباته الديمقراطية والدستورية والاجتماعية والنضال من أجل تعميقها وتوسيعها، وضمان سير الكويت في طريق التطور الوطني المستقل والتقدم والديمقراطية والعدالة الاجتماعية وصولا إلى الاشتراكية كهدف استراتيجي بعيد المدى.[6]
2. تعمل الحركة من أجل استكمال الديمقراطية، واحترام حقوق الإنسان، وضمان الحريات الأساسية، وتحرير المجتمع المدني، وإقامة دولة القانون الديمقراطية في إطار مبادئ التعددية السياسية والتداول الديمقراطي للسلطة، انسجاما مع ما قرره دستور الكويت من أن “نظام الحكم في الكويت ديمقراطي السيادة فيه للأمة مصدر السلطات جميعا.”.
3. تدعو الحركة إلى انتهاج سياسة اقتصادية وطنية تعتمد التخطيط والاستخدام العقلاني طويل الأمد للثروة النفطية، وتطوير القوى المنتجة، وتوسيع القاعدة الإنتاجية للاقتصاد.
4. تعبر الحركة عن المصالح والمطامح الأساسية للطبقة العاملة وسائر فئات العاملين بأجر ومختلف الفئات الشعبية الواسعة المهمشة، بغض النظر عن جنسياتهم، وتهدف إلى الارتقاء بنوعية الحياة، والدفاع عن مستوى المعيشة العام والحفاظ على المكتسبات الشعبية.
5. تنبذ الحركة التفرقة بين المواطنين وفق الاعتبارات الطائفية والعنصرية والقبلية والفئوية والمناطقية، وتدعو إلى تعزيز المواطنة الدستورية في إطار المساواة والعدل الاجتماعي وتكافؤ الفرص، وتقر بحقوق المرأة ومساواتها بأخيها الرجل، كما تدعم الطاقات الخلاقة للشباب وتدعو إلى الاعتماد عليهم.
6. تنطلق حركتنا من ارتباط الشعب الكويتي بالشعوب الشقيقة في بلدان الخليج والجزيرة العربية وبالشعوب العربية الشقيقة الأخرى ونضالاتها من أجل الحرية والديمقراطية والتقدم الاجتماعي وضد الاستبداد والفساد والتهميش والبطالة والإفقار والتخلف والتبعية والتجزئة والاحتلال، وضرورة تعزيز التضامن الكفاحي بين شعوبنا، وتدعو الحركة إلى تحقيق التكامل الاقتصادي بين البلدان العربية، بما ينسجم مع تطلع شعوبنا نحو التقارب والاتحاد على أساس ديمقراطي وبمراعاة مستويات التطور المتفاوتة للبلدان العربية.
7. تلتزم الحركة بالقيم الإنسانية الأساسية، وتتضامن مع سائر قوى التحرر والتقدم والاشتراكية المنادية بالعدالة الاجتماعية والمعادية للامبريالية في العالم.
8. تعتمد الحركة أساليب النضال الجماهيري، والمزاوجة بين النضالات الوطنية والديمقراطية والاجتماعية، وتعاون القوى الوطنية والديمقراطية والتقدمية، والربط بين تحقيق الإصلاحات وهدف التغيير كركائز رئيسية لخطها السياسي، وفي الوقت ذاته تنبذ حركتنا الأساليب المتطرفة والفوضوية والمغامرة.
9. ترى الحركة أن العدل الاجتماعي الهادف إلى تحرير الإنسان من الاستغلال الطبقي والظلم الاجتماعي وتحقيق المساواة والمتمثل بالاشتراكية هو البديل التاريخي للرأسمالية كنظام استغلالي آيل إلى الزوال على الرغم من كل ما تقوم به الرأسمالية من مناورة تاريخية ومحاولة للتكيف والاستمرار لإطالة عمرها.[6]